# Rayons X (France 2)

Rayons X était une émission de télévision française, diffusée du 2 septembre 2002 au 30 juin 2007 sur France 2. Elle visait à vulgariser l'état des connaissances scientifiques du moment sous la forme d'un spectacle grand public, au détriment parfois d'une certaine rigueur.

## Principes
Les répliques 3D d'Igor et Grichka Bogdanoff exposent quelques informations succinctes sur le sujet scientifique du jour, en alternance avec des images (souvent des images de synthèse, mais parfois aussi des extraits de films) en rapport avec ce sujet.
Les personnages 3D évoluent dans un vaisseau spatial de science-fiction en image de synthèse également, les hublots et parfois même l'intérieur du vaisseau représentant souvent le thème abordé.

## Fiche technique
- Réalisation : Baptiste Blanpain
- Assistant réalisateur : Nicolas Millecamps
- Production :  XD Productions[1]
- Producteur : Jacques Peyrache
- Chef de projet : Laurent Juppé
- Rédacteurs en chef : Jean-Yves Casgha assisté d'Émilie Deyzac

## Principaux sujets abordés
- Le Big Bang
- Une vie... ailleurs ?
- La Guerre des Mondes (d'après Herbert George Wells)
- Astéroïdes, Comètes et Météorites : les vagabonds du ciel
- Les mystères du cerveau